# Comune di Sisimiut

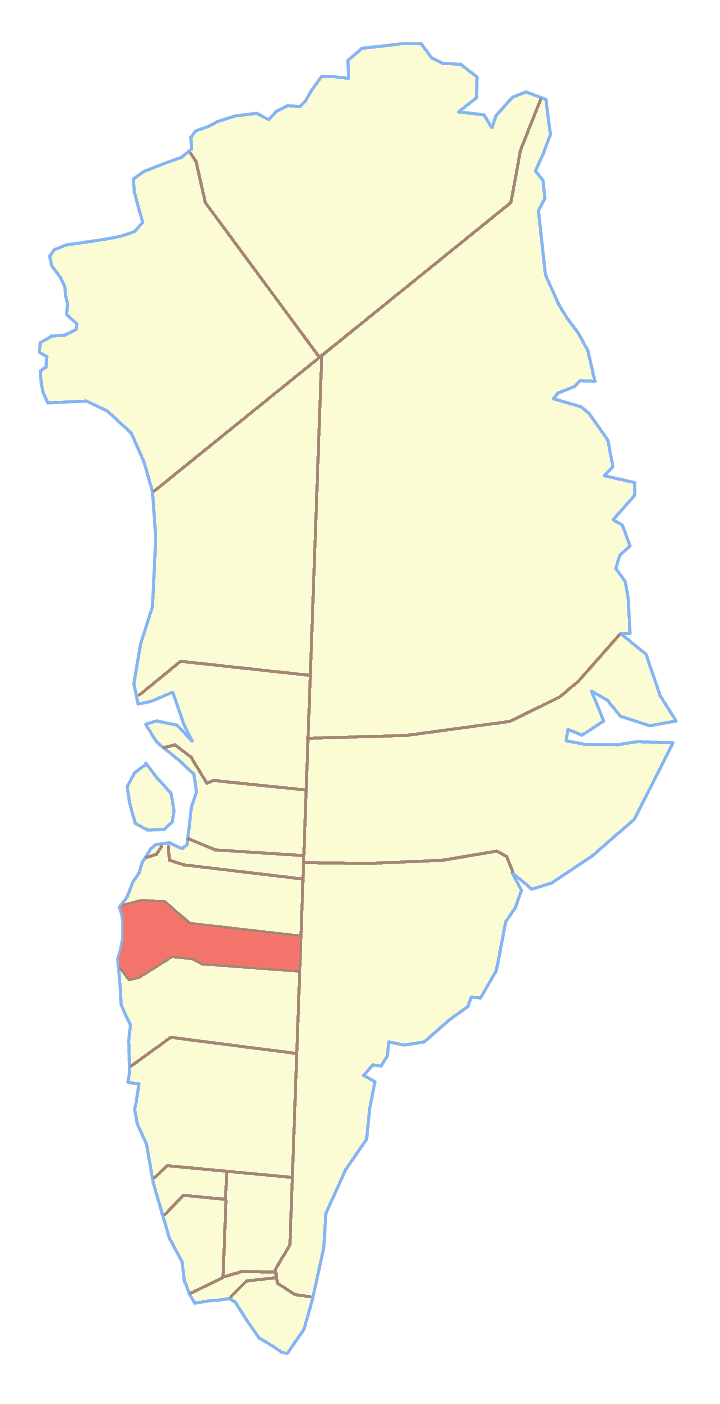
Il comune di Sisimiut nell'ambito della vecchia suddivisione

Il comune di Sisimiut (groenlandese: Sisimiut Kommuniat; danese: Sisimiut Kommune) fu un comune della Groenlandia dal 1950 al 2008. La sua superficie era di 34.400 km² e la sua popolazione era di 6.109 abitanti (1º gennaio 2005); si trovava nella contea di Kitaa (Groenlandia Occidentale) e il suo capoluogo era Sisimiut.
Il comune fu istituito il 18 novembre 1950, e cessò di esistere il 1º gennaio 2009 dopo la riforma che rivoluzionò il sistema di suddivisione interna della Groenlandia; il comune si fuse insieme al comune di Maniitsoq a formare l'attuale comune di Qeqqata.
Oltre al capoluogo, altri villaggi si trovavano all'interno di questo comune: Kangerlussuaq, Itilleq e Sarfannguaq.